# Specie italiane di Filago
Questa voce elenca le specie spontanee della flora italiana del genere Filago e in particolare quelle della zona alpina.

## Introduzione
Per determinare con sicurezza le specie di questo genere si deve fare attenzione ai seguenti caratteri:
- i capolini sono riuniti in glomeruli (formano quindi delle sinflorescenze);
- le sinflorescenze alla base possono essere sottese da alcune foglie bratteali;
- l'involucro è formato da alcune brattee (involucrali) sistemate su 1 - 2 serie;
- all'interno dell'involucro sono sistemati i fiori;
- i fiori sono inseriti sul ricettacolo e spesso sono avvolti da una squama cartilaginea.

Sandro Pignatti nella "Flora d'Italia" divide le specie del genere in tre gruppi:
- Gruppo A: i fusti sono eretti, mediamente ramosi; le brattee involucrali sono da 15 a 20; specie: F. arvensis.
- Gruppo B: i fusti sono eretti, mediamente ramosi; le brattee involucrali sono da 20 a 25; specie: F. germanica, F. eriocephala, F. lutescens e F. pyramidata.
- Gruppo C: il fusto è ridotto; le piante sono formate da un glomerulo di capolini avvolti dalla rosetta basale; specie: F. discolor, F. pygmaea, F. asterisciflora, F. carpetana, F. tyrrhenica e F. congesta.

Altre due specie (F. lojaconoi e F. neglecta) sono descritte nel genere Logfia. Quindi i capolini sono in prevalenza solitari, le brattee involucrali sono poche (5) e includono i fiori femminili.
La specie Filago cuneata Lojac., 1903 descritta in alcune checklist e distribuita in Sicilia, non compare nella pubblicazione di Pignatti.

### Generi simili
La caratteristica più evidente di questo genere è la ricca peluria cotonosa che circonda l'infiorescenza e il resto della pianta. Altri generi presentano un aspetto più o meno simile, qui citati  brevemente:
- Bombycilaena (DC.) Smoljaninova  - Bambagia
- Gnaphalium L. - Canapicchia
- Antennaria Gaertner - Sempiterni

Ma il gruppo più simile a quello di questa voce è il genere Logfia. Di seguito sono indicati i caratteri più significativi per entrambe le specie dei due generi:
| Genere | Sinflorescenza                               | Foglie bratteali | Brattee involucrali | Corolla dei fiori femminili | Forma degli acheni |
| ------ | -------------------------------------------- | ---------------- | --- | --------------------------- | ------------------ |
| Filago | I capolini sono raccolti in densi gruppi     | Assenti          | Quelle esterne sono acute ed aristate e non includono i fiori femminili                                                            | Aderente al frutto          | Reniforme          |
| Logfia | I capolini sono solitari o in piccoli gruppi | 5                | Quelle esterne sono da ottuse a acute ed aristate, sono coriacee alla fruttificazione e profondamente includenti i fiori femminili | Poco aderente al frutto     | Oblunga            |

## Specie spontanee italiane
Per meglio comprendere ed individuare le varie specie del genere (solamente per le specie spontanee della flora italiana) l'elenco seguente utilizza in parte il sistema delle chiavi analitiche (vengono cioè indicate solamente quelle caratteristiche utili a distingue una specie dall'altra)
- 1A: i fusti delle piante, alti 3 - 20 cm, sono eretti (mediamente ramosi); le sinflorescenze sono composte da alcuni capolini in glomeruli sottese da alcune (fino a 12) foglie bratteali; gli acheni in genere hanno il pappo;

- 2A: le brattee involucrali sono 15 - 20;

Filago arvensis L. - Bambagia campestre: il fusto è eretto; il pappo degli acheni è lungo 2,5 - 3 mm; l'altezza delle piante è di 3 – 20 cm; il ciclo biologico è annuale; la forma biologica è terofita scaposa (T scap); il tipo corologico è Euri-Mediterraneo / Sud-Siberiano (Subpontico); l'habitat tipico sono gli incolti, i campi e i pascoli aridi; in Italia è distribuita ovunque fino ad una altitudine di 1.900 m s.l.m..
Filago discolor (DC.) Andrés-Sánchez & Galbany - Bambagia delle Madonia: il fusto è strisciante; il pappo è assente; l'altezza delle piante è di 4 – 6 cm; il ciclo biologico è annuale; la forma biologica è terofita rosulata (T ros); il tipo corologico è Endemico; l'habitat tipico sono i pascoli aridi; in Italia è è rara e si trova in Sicilia fino ad una altitudine compresa tra 1.400 e 1.800 m s.l.m..
- 2B: le brattee involucrali sono 20 - 25; il pappo in genere è presente ed è costituito da peli o setole;

Complesso di Filago germanica: i fiori centrali sono fertili; il pappo è formato da peli o setole (vedi più avanti).
Filago congesta Guss. - Bambagia esigua: i fiori centrali sono sterili; il pappo è assente o con pochi peli caduchi; l'altezza delle piante è di 3 – 10 cm; il ciclo biologico è annuale; la forma biologica è terofita scaposa (T scap); il tipo corologico è Steno-Mediterraneo; l'habitat tipico sono gli incolti aridi; è molto rara e si trova solo al sud fino ad una altitudine di 600 m s.l.m..
- 1B: le piante sono prive di fusto e consistono in un glomerulo di capolini sottesi dalla rosetta basale; il pappo è assente o formato da squame;

- 3A: le foglie basali sono da 15 a 20; le brattee dell'involucro sono 5;

Filago lojaconoi (Brullo) Greuter: l'altezza delle piante è di 1 – 6 cm; il ciclo biologico è annuale; la forma biologica è terofita scaposa (T scap); il tipo corologico è Endemico; è un endemismo raro della Sicilia e si trova fino ad una altitudine di 150 m s.l.m.. (Questa specie nella "Flora d'Italia" è descritta all'interno del genere Logfia).
- 3B: le foglie basali sono da 20 a 30; le brattee dell'involucro sono da 15 a 40;

- 4A: le brattee involucrali sono da 15 a 20 (quelle medie sono ottuse); Filago discolor (vedi il gruppo 2A).
- 4B: le brattee involucrali sono più di 20 (quelle medie sono acute e aristate);

- 5A: le brattee involucrali sono da 20 a 25; il pappo è formato da peli o setole (a volte è assente); Filago congesta (vedi il gruppo 2B).
- 5B:  le brattee involucrali sono più di 40; il pappo è assente o formato da squame;

Complesso di Filag pygmaea: le foglie bratteali sono 2 - 4 volte più lunghe del capolino e lo circondano completamente (vedi più avanti).
Filago tyrrhenica Chrtek. & Holub. Ex Soldano & F.Conti - Evax di Gallura: le foglie bratteali sono lunghe come il capolino; l'altezza delle piante è di 0,5 – 2 cm; il ciclo biologico è annuale; la forma biologica è terofita reptante (T rept); il tipo corologico è Endemico; l'habitat tipico sono le garighe e i pascoli aridi; è molto rara e si trova solo in Sardegna (e Corsica) fino ad una altitudine di 1.000 m s.l.m..
All'elenco precedente vanno aggiunte due specie:
- Filago cuneata Lojac. (non presente nella Flora di Pignatti)
- Filago neglecta (Soy.-Will.) Holub (descritta come Logfia neglecta)

### Complesso diFilago germanica
Questo gruppo comprende i seguenti caratteri: le piante hanno fusti eretti; i capolini sono avvolti da 20 - 25 foglie bratteali appuntite, acuminate o aristate; i fiori centrali sono fertili; il pappo è formato da peli o setole.
Composizione del complesso.
- Filago germanica (L.) Huds.
- Filago eriocephala Guss.
- Filago lutescens  Jord.
- Filago pyramidata  L.

Visione sinottica del complesso.
- 1A: la forma delle foglie è lanceolata o lineare-lanceolata (la massima larghezza si trova nella metà basale); le foglie superiori sono più brevi dei glomeruli di capolini;

Filago germanica (L.) Huds. - Bambagia comune: le brattee dell'involucro (quelle esterne e mediane) sono acuminate e si prolungano in una resta (quelle interne sono arrossate); l'altezza delle piante è di 2 – 15 cm; il ciclo biologico è annuale; la forma biologica è terofita scaposa (T scap); il tipo corologico è Paleotemperato; l'habitat tipico sono gli incolti e i bordi delle strade; è comune e si trova su tutto il territorio italiano fino ad una altitudine di 800 m s.l.m..
Filago eriocephala Guss. - Bambagia meridionale: le brattee dell'involucro sono solamente appuntite; l'altezza delle piante è di 2 – 10 cm; il ciclo biologico è annuale; la forma biologica è terofita scaposa (T scap); il tipo corologico è Steno-Mediterraneo / Centro-Europeo; l'habitat tipico sono gli incolti aridi; è rara e si trova al centro e al sud fino ad una altitudine di 800 m s.l.m..
- 1B: la forma delle foglie è oblanceolata o lineare-spatolata (la massima larghezza si trova nella metà apicale); le foglie superiori sono più lunghe dei glomeruli di capolini;

Filago lutescens Jordan subsp. lutescens - Bambagia rossastra: la maggioranza dei fiori centrali del capolino sono femminili (quelli ermafroditi sono pochi); le brattee dell'involucro sono disposte su 3 – 4 serie ed hanno un apice diritto e sono arrossate; l'altezza delle piante è di 10 – 25 cm; il ciclo biologico è annuale; la forma biologica è terofita scaposa (T scap); il tipo corologico è Eurasiatico; l'habitat tipico sono gli incolti sabbiosi; è rara e si trova al nord o in Sicilia fino ad una altitudine di 1.000 m s.l.m..
Filago pyramidata L. - Bambagia spatolata: la maggioranza dei fiori centrali del capolino sono ermafroditi (quelli femminili possono essere assenti); le brattee dell'involucro sono disposte su 4 – 6 serie ed hanno un apice ricurvo. L'altezza delle piante è di 5 – 15 cm; il ciclo biologico è annuale; la forma biologica è terofita scaposa (T scap); il tipo corologico è Euri-Mediterraneo; l'habitat tipico sono gli incolti aridi; è comune e si trova su tutto il territorio italiano fino ad una altitudine di 1.600 m s.l.m..

### Complesso diFilago pygmaea
Questo gruppo comprende i seguenti caratteri: l'altezza delle piante non supera i 12 cm (in generale il fusto è nullo); il capolino è circondato da foglie bratteali 2 - 4 volte più lunghe del capolino stesso; i capolini sono numerosi con oltre 40 brattee involucrali; il pappo è assente o formato da squame. 
Composizione del complesso.
- Filago asterisciflora (Lam.) Sweet
- Filago carpetana  (Lange) Chrtek & Holub
- Filago pygmaea  L.

Visione sinottica del complesso.
- 1A: gli acheni hanno la superficie liscia o papillosa (raramente sono provvisti di corti peli);

Filago pygmaea L. - Evax comune: l'altezza delle piante è 1 – 2 cm; il ciclo biologico è annuale; la forma biologica è terofita reptante (T rept); il tipo corologico è Steno-Mediterraneo; l'habitat tipico sono gli incolti aridi, i pascoli e le garighe; la distribuzione sul territorio italiano è relativa al sud e al centro fino ad una altitudine di 600 m s.l.m..
- 1B: gli acheni sono pubescenti;

- 2A: i fusti sono assenti o molto ridotti;

Filago asterisciflora  (Lam.) Sweet - Evax maggiore: l'altezza delle piante è di 2 – 10 cm; il ciclo biologico è annuale; la forma biologica è terofita reptante (T rept); il tipo corologico è Steno-Mediterraneo; l'habitat tipico sono gli incolti aridi; è rara e la distribuzione sul territorio italiano è relativa al sud e al centro fino ad una altitudine di 600 m s.l.m..
- 2B: i fusti sono presenti e visibili;

Filago carpetana (Lam.) Chrtek. & Holub. - Evax a frutti irsuti: l'altezza delle piante è di 1 - 2 cm; il ciclo biologico è annuale; la forma biologica è terofita reptante (T rept); il tipo corologico è Ovest Steno-Mediterraneo; l'habitat tipico sono le macchie e la distribuzione sul territorio italiano è relativa alla Sicilia. La presenza in Italia è dubbia.

## Specie spontanee italiane alpine
Della 14 specie spontanee della flora italiana 4 vivono sull'arco alpino. La tabella seguente mette in evidenza alcuni dati relativi all'habitat, al substrato e alla diffusione delle specie alpine.
| Specie | Comunità vegetali | Piani vegetazionali | Substrato  | pH     | Livello trofico | H2O   | Ambiente    | Zona alpina                          |
| --- | ----------------- | ------------------- | ---------- | ------ | --------------- | ----- | ----------- | ------------------------------------ |
| F. arvensis | 4                 | montano collinare   | Ca/Si – Si | acido  | medio           | arido | B1 B2 C1 F2 | AO NO BZ                             |
| F. lutescens | 4                 | collinare           | Ca/Si – Si | acido  | medio           | arido | B2 C1 F2    | tutto l'arco alpino (escl. NO BL UD) |
| F. pyramidata | 4                 | collinare           | Ca – Si    | neutro | medio           | arido | B1 B2 C1    | CN CO SO BG TN                       |
| F. germanica | 4                 | collinare           | Ca/Si – Si | acido  | medio           | arido | B1 B2 C1    | CN TO AO CO VC NO SO BS TN BZ        |
| Legenda e note alla tabella. Substrato con “Ca/Si” si intendono rocce di carattere intermedio (calcari silicei e simili); vengono prese in considerazione solo le zone alpine del territorio italiano (sono indicate le sigle delle province). Comunità vegetali: 4 = comunità pioniere a terofite e succulente Ambienti: B1 = campi, colture e incolti; B2 = ambienti ruderali, scarpate; C1 = ambienti sabbiosi, affioramenti rocciosi; F2 = praterie rase, prati e pascoli dal piano collinare al subalpino |                   |                     |            |        |                 |       |             |                                      |